# Хатидже Йозгенер
Хатидже Йозгенер (на турски: Hatice Özgener) е османска и турска педагожка и политичка, една от първите 18 жени във Великото национално събрание на Турция.

## Биография

### Учителска кариера
Родена е в 1865 година в македонския град Солун, тогава в Османската империя, днес в Гърция, в семейството на шейх Мустафа и жена му Фатма хънъм. Учи на гръцки в така нареченото Червено училище, а след това в новооткритата Солунска турска девическа гимназия (рушдие). В октомври 1878 година Хатидже е назначена за помощник-учителка в девическата гимназия. Напуска работата в гимназията в края на септември 1894 година. В август 1900 година се завръща да работи като учителка в девическата гимназия, където остава до ноември 1911 година, като в последните месеци преподава и рисуване. В периода от декември 1912 до март 1913 година е на правителствена издръжка заради окупацията на Солун от гръцката войска по време на Балканската война.
Хатидже се изселва в Цариград, където преподава история в серия училища. От март 1913 година работи в Цариградското педагогическо училище. От март 1914 година учителства в Девическата гимназия „Сюлеймание“. От декември 1914 година преподава в Девическото професионално училище в Цариград, а от март 1915 година - в Девическото училище на Кадъкьойското сиропиталище. В 1919 година е назначена за директорка на училището на Чаглаянското сиропиталище. В юли 1924 година става учителка в училището на Бейкозкото сиропиталище, но месец по-късно, в август подава оставка и се пенсионира.

### Политическа кариера
В 1934 година, като част от реформите на Мустафа Кемал Ататюрк за модернизация, на жените в Турция е дадено активно и пасивно избирателно право. На 12 януари 1936 година Хатидже Йозгенер се явява като кандидат на Републиканската народна партия на частични избори и печели мандат от вилает Чанкъръ в Петото Велико национално събрание на Турция, присъединявайки се към 17-те жени, избрани на редовните избори в 1935 година. По време на мандата си Йозгенер е членка на Комисията за здравеопазване и благосъстояние. Мандатът ѝ приключва в 1939 година.
Женена е за Джемал бей, с когото има четири деца.
Умира на 21 февруари 1940 година.